# St. Joseph, Louisiana
St. Joseph är administrativ huvudort i Tensas Parish i Louisiana. Vid 2010 års folkräkning hade St. Joseph 1 176 invånare.